# Coupe du monde de ski alpin 2017-2018
Navigation
Édition précédente Édition suivante
La coupe du monde de ski alpin 2017-2018 est la 52e édition de la coupe du monde de ski alpin, compétition de ski alpin organisée annuellement. Elle se déroule du 28 octobre 2017 au 18 mars 2018, entrecoupée au mois de février par les Jeux olympiques d'hiver 2018 à Pyeongchang. 
Il s'agit d'une saison record pour Marcel Hirscher et pour Mikaela Shiffrin. Le skieur autrichien remporte son septième gros globe de cristal consécutif, record absolu hommes et femmes confondus. Il obtient par ailleurs treize victoires dans la saison, égalant les records d'Ingemar Stenmark en 1978-1979 et de Hermann Maier en 2000-2001. Il s'adjuge aussi les petits globes du slalom et du géant et porte son total de victoires à 58, pour devenir le deuxième skieur comptant le plus de succès en Coupe du monde derrière les 86 d'Ingemar Stenmark. 
De son côté, Mikaela Shiffrin gagne son deuxième classement général consécutif, ainsi que son cinquième petit globe du slalom en survolant la discipline (neuf victoires dans l'hiver), mais gagne aussi en descente et en géant pour parvenir à un record personnel de douze victoires dans la saison. Elle s'adjuge un autre record historique, ayant signé 42 victoires avant d'atteindre l'âge de 23 ans.
Le meilleur skieur et la meilleure skieuse de l'hiver agrémentent ce palmarès de titres olympiques à PyeongChang 2018 : le combiné alpin et le slalom géant pour Hirscher, le slalom géant (ainsi que la médaille d'argent en combiné) pour Shiffrin. 
Beat Feuz et Sofia Goggia gagnent tous deux leurs premiers globes de cristal de la descente, tandis que Kjetil Jansrud s'attribue sa troisième récompense en Super-G et Viktoria Rebensburg sa quatrième en slalom géant. 

## Déroulement de la saison

### Saison des messieurs
| \| Sölden Val d'Isère Val Gardena Alta Badia Madonna Bormio Zagreb Adelboden Wengen Kitzbuhel Schladming Garmisch Kransjka Gora \| Les sites des compétitions situés dans les Alpes |
| Sölden Val d'Isère Val Gardena Alta Badia Madonna Bormio Zagreb Adelboden Wengen Kitzbuhel Schladming Garmisch Kransjka Gora                                                        |

| \| Levi Oslo Stockholm Kvitfjell Åre \| Les sites des compétitions dans les pays nordiques |
| Levi Oslo Stockholm Kvitfjell Åre                                                          |

Les sites de compétitions de Lake Louise (Canada) et de Beaver Creek (États-Unis) font également partie du calendrier.

### Saison des dames
| \| Sölden Saint-Moritz Val d'Isère Courchevel Lienz Zagreb Maribor Flachau Bad Kleinkirchheim Cortina d'Ampezzo Kronplatz Lenzerheide Garmisch Crans-Montana Ofterschwang · \| Les sites des compétitions situés dans les Alpes |
| Sölden Saint-Moritz Val d'Isère Courchevel Lienz Zagreb Maribor Flachau Bad Kleinkirchheim Cortina d'Ampezzo Kronplatz Lenzerheide Garmisch Crans-Montana Ofterschwang ·                                                        |

| \| Levi Oslo Stockholm Åre \| Les sites des compétitions dans les pays nordiques |
| Levi Oslo Stockholm Åre                                                          |

Les sites de compétitions de Lake Louise (Canada) et Killington (États-Unis) font également partie du calendrier.

## Classement général
| Rang | Nom                     | Points | Victoire(s) | Podium(s) |
| ---- | ----------------------- | ------ | ----------- | --------- |
| 1    | Marcel Hirscher         | 1 620  | 13          | 16        |
| 2    | Henrik Kristoffersen    | 1 285  | 1           | 15        |
| 3    | Aksel Lund Svindal      | 886    | 3           | 8         |
| 4    | Kjetil Jansrud          | 884    | 2           | 7         |
| 5    | Beat Feuz               | 856    | 3           | 8         |
| 6    | Alexis Pinturault       | 707    | 2           | 4         |
| 7    | Vincent Kriechmayr      | 704    | 3           | 4         |
| 8    | Thomas Dreßen           | 672    | 2           | 3         |
| 9    | Matthias Mayer          | 622    | 1           | 5         |
| 10   | Hannes Reichelt         | 535    | -           | 3         |
| 11   | André Myhrer            | 522    | 1           | 4         |
| 12   | Dominik Paris           | 518    | 1           | 2         |
| 13   | Manuel Feller           | 481    | -           | 1         |
| 14   | Victor Muffat Jeandet   | 458    | 1           | 2         |
| 15   | Aleksander Aamodt Kilde | 454    | -           | -         |
| 16   | Peter Fill              | 446    | -           | 2         |
| 17   | Max Franz               | 433    | -           | 3         |
| 18   | Adrien Théaux           | 407    | -           | -         |
| 19   | Michael Matt            | 394    | -           | 3         |
| 20   | Christof Innerhofer     | 389    | -           | 1         |

| Rang | Nom                 | Points | Victoire(s) | Podium(s) |
| ---- | ------------------- | ------ | ----------- | --------- |
| 1    | Mikaela Shiffrin    | 1 773  | 12          | 18        |
| 2    | Wendy Holdener      | 1 168  | 1           | 11        |
| 3    | Viktoria Rebensburg | 977    | 3           | 8         |
| 4    | Sofia Goggia        | 958    | 3           | 9         |
| 5    | Petra Vlhová        | 888    | 2           | 6         |
| 6    | Tina Weirather      | 887    | 2           | 8         |
| 7    | Michelle Gisin      | 868    | -           | 3         |
| 8    | Ragnhild Mowinckel  | 849    | 1           | 3         |
| 9    | Frida Hansdotter    | 817    | -           | 7         |
| 10   | Lindsey Vonn        | 792    | 5           | 7         |
| 11   | Federica Brignone   | 774    | 3           | 5         |
| 12   | Lara Gut            | 691    | 1           | 3         |
| 13   | Tessa Worley        | 607    | 1           | 4         |
| 14   | Bernadette Schild   | 584    | -           | 2         |
| 15   | Anna Veith          | 540    | 1           | 2         |
| 16   | Nina Haver-Løseth   | 475    | 1           | 1         |
| 17   | Nicole Schmidhofer  | 458    | -           | 1         |
| 18   | Cornelia Hütter     | 440    | 1           | 3         |
| 19   | Mélanie Meillard    | 431    | -           | 1         |
| 20   | Johanna Schnarf     | 424    | -           | -         |

## Classements de chaque discipline
Les noms en gras remportent en fin de saison les titres des disciplines.

### Descente
| Rang | Nom                | Points | Victoire(s) | Podium(s) |
| ---- | ------------------ | ------ | ----------- | --------- |
| 1    | Beat Feuz          | 682    | 3           | 7         |
| 2    | Aksel Lund Svindal | 612    | 2           | 6         |
| 3    | Thomas Dreßen      | 446    | 2           | 3         |
| 4    | Dominik Paris      | 386    | 1           | 2         |
| 5    | Vincent Kriechmayr | 384    | 1           | 2         |
| 6    | Matthias Mayer     | 348    | 1           | 3         |
| 7    | Kjetil Jansrud     | 343    | -           | 2         |
| 8    | Hannes Reichelt    | 268    | -           | 1         |
| 9    | Adrien Théaux      | 238    | -           | -         |
| 10   | Max Franz          | 207    | -           | 1         |

| Rang | Nom                 | Points | Victoire(s) | Podium(s) |
| ---- | ------------------- | ------ | ----------- | --------- |
| 1    | Sofia Goggia        | 509    | 2           | 5         |
| 2    | Lindsey Vonn        | 506    | 4           | 5         |
| 3    | Tina Weirather      | 394    | -           | 3         |
| 4    | Cornelia Hütter     | 272    | 1           | 2         |
| 5    | Mikaela Shiffrin    | 256    | 1           | 3         |
| 6    | Michelle Gisin      | 240    | -           | 1         |
| 7    | Viktoria Rebensburg | 219    | -           | 1         |
| 8    | Ragnhild Mowinckel  | 292    | -           | -         |
| 9    | Nicole Schmidhofer  | 196    | -           | -         |
| 10   | Lara Gut            | 190    | -           | -         |

### Super G
| Rang | Nom                 | Points | Victoire(s) | Podium(s) |
| ---- | ------------------- | ------ | ----------- | --------- |
| 1    | Kjetil Jansrud      | 400    | 2           | 4         |
| 2    | Vincent Kriechmayr  | 320    | 2           | 2         |
| 3    | Aksel Lund Svindal  | 274    | 1           | 2         |
| 4    | Hannes Reichelt     | 267    | -           | 2         |
| 5    | Max Franz           | 226    | -           | 2         |
| 6    | Josef Ferstl        | 195    | 1           | 1         |
| 7    | Christof Innerhofer | 189    | -           | 1         |
| 8    | Matthias Mayer      | 180    | -           | 2         |
| 9    | Beat Feuz           | 174    | -           | 1         |
| 10   | Adrien Théaux       | 169    | -           | -         |

| Rang | Nom                | Points | Victoire(s) | Podium(s) |
| ---- | ------------------ | ------ | ----------- | --------- |
| 1    | Tina Weirather     | 461    | 2           | 4         |
| 2    | Lara Gut           | 375    | 1           | 3         |
| 3    | Anna Veith         | 339    | 1           | 2         |
| 4    | Michelle Gisin     | 263    | -           | 1         |
| 5    | Sofia Goggia       | 311    | 1           | 3         |
| 6    | Federica Brignone  | 296    | 1           | 1         |
| 7    | Nicole Schmidhofer | 262    | -           | 2         |
| 8    | Johanna Schnarf    | 259    | -           | 1         |
| 9    | Lindsey Vonn       | 236    | 1           | 2         |
| 10   | Ragnhild Mowinckel | 236    | -           | 1         |

### Géant
| Rang | Nom                           | Points | Victoire(s) | Podium(s) |
| ---- | ----------------------------- | ------ | ----------- | --------- |
| 1    | Marcel Hirscher               | 720    | 6           | 8         |
| 2    | Henrik Kristoffersen          | 575    | -           | 8         |
| 3    | Alexis Pinturault             | 329    | 1           | 3         |
| 4    | Manuel Feller                 | 309    | -           | 1         |
| 5    | Mats Olsson                   | 299    | 1           | 1         |
| 6    | Žan Kranjec                   | 272    | -           | 1         |
| 7    | Justin Murisier               | 228    | -           | -         |
| 8    | Leif Kristian Nestvold-Haugen | 198    | -           |           |
| 9    | Loïc Meillard                 | 175    | -           | -         |
| 10   | Victor Muffat-Jeandet         | 167    | -           | 1         |

| Rang | Nom                 | Points | Victoire(s) | Podium(s) |
| ---- | ------------------- | ------ | ----------- | --------- |
| 1    | Viktoria Rebensburg | 582    | 3           | 6         |
| 2    | Tessa Worley        | 490    | 1           | 4         |
| 3    | Mikaela Shiffrin    | 481    | 2           | 5         |
| 4    | Ragnhild Mowinckel  | 371    | 1           | 2         |
| 5    | Federica Brignone   | 274    | 1           | 2         |
| 6    | Stephanie Brunner   | 249    | -           | -         |
| 7    | Manuela Mölgg       | 248    | -           | 3         |
| 8    | Wendy Holdener      | 203    | -           | -         |
| 9    | Ana Drev            | 198    | -           | -         |
| 10   | Sara Hector         | 161    | -           | -         |

### Slalom
| Rang | Nom                    | Points | Victoire(s) | Podium(s) |
| ---- | ---------------------- | ------ | ----------- | --------- |
| 1    | Marcel Hirscher        | 874    | 7           | 8         |
| 2    | Henrik Kristoffersen   | 710    | 1           | 9         |
| 3    | André Myhrer           | 460    | 1           | 4         |
| 4    | Michael Matt           | 388    | -           | 3         |
| 5    | Daniel Yule            | 370    | -           | 2         |
| 6    | Ramon Zenhäusern       | 326    | 1           | 2         |
| 7    | Luca Aerni             | 305    | -           | 1         |
| 8    | Sebastian Foss Solevåg | 297    | -           | -         |
| 9    | Stefano Gross          | 274    | -           | 1         |
| 10   | Manfred Moelgg         | 244    | -           | -         |

| Rang | Nom                 | Points | Victoire(s) | Podium(s) |
| ---- | ------------------- | ------ | ----------- | --------- |
| 1    | Mikaela Shiffrin    | 980    | 9           | 10        |
| 2    | Wendy Holdener      | 705    | -           | 9         |
| 3    | Frida Hansdotter    | 681    | -           | 7         |
| 4    | Petra Vlhová        | 679    | 2           | 4         |
| 5    | Bernadette Schild   | 463    | -           | 2         |
| 6    | Nina Haver-Løseth   | 351    | 1           | 1         |
| 7    | Katharina Gallhuber | 303    | -           | -         |
| 8    | Mélanie Meillard    | 292    | -           | 1         |
| 9    | Anna Swenn-Larsson  | 291    | -           | -         |
| 10   | Denise Feierabend   | 267    | -           | -         |

### Combiné
| Rang | Nom                   | Points | Victoire(s) | Podium(s) |
| ---- | --------------------- | ------ | ----------- | --------- |
| 1    | Peter Fill            | 140    | -           | 2         |
| 2    | Kjetil Jansrud        | 110    | -           | 1         |
| 3    | Victor Muffat Jeandet | 105    | 1           | 1         |
| 4    | Alexis Pinturault     | 100    | 1           | 1         |
| 5    | Mauro Caviezel        | 90     | -           | -         |
| 6    | Pavel Trikhichev      | 80     | -           | 1         |
| 7    | Matthias Mayer        | 72     | -           | -         |
| 8    | Thomas Dreßen         | 63     | -           | -         |
| 9    | Justin Murisier       | 48     | -           | -         |
| 10   | Broderick Thompson    | 46     | -           | -         |

| Rang | Nom                | Points | Victoire(s) | Podium(s) |
| ---- | ------------------ | ------ | ----------- | --------- |
| 1    | Wendy Holdener     | 150    | 1           | 1         |
| 2    | Michelle Gisin     | 109    | -           | 1         |
| 3    | Federica Brignone  | 100    | 1           | 1         |
| 4    | Marta Bassino      | 88     | -           | 1         |
| 5    | Ana Bucik          | 66     | -           | 1         |
| 6    | Ramona Siebenhofer | 65     | -           | -         |
| 7    | Petra Vlhova       | 60     | -           | 1         |
| 8    | Nevena Ignjatović  | 55     | -           | -         |
| 9    | Denise Feierabend  | 54     | -           | -         |
| 10   | Lindsey Vonn       | 50     | -           | -         |

## Coupe des nations
| Rang | Nation   | Points | Victoire(s) | Podium(s) |
| ---- | -------- | ------ | ----------- | --------- |
| 1    | Autriche | 10725  | 18          | 44        |
| 2    | Suisse   | 8441   | 7           | 32        |
| 3    | Italie   | 6682   | 7           | 26        |
| 4    | Norvège  | 6324   | 8           | 34        |
| 5    | France   | 4590   | 4           | 12        |

| Rang | Nation   | Points | Victoire(s) | Podium(s) |
| ---- | -------- | ------ | ----------- | --------- |
| 1    | Autriche | 5839   | 16          | 34        |
| 2    | Norvège  | 4596   | 6           | 30        |
| 3    | Suisse   | 3689   | 4           | 13        |
| 4    | France   | 3028   | 3           | 8         |
| 5    | Italie   | 2700   | 1           | 5         |

| Rang | Nation     | Points | Victoire(s) | Podium(s) |
| ---- | ---------- | ------ | ----------- | --------- |
| 1    | Autriche   | 4886   | 2           | 9         |
| 2    | Suisse     | 4752   | 3           | 19        |
| 3    | Italie     | 3982   | 6           | 21        |
| 4    | États-Unis | 3402   | 17          | 27        |
| 5    | Allemagne  | 1900   | 3           | 9         |

## Calendrier et résultats

### Messieurs
| N°                                                 | Lieu          | Date              | Épreuve         | Vainqueur                                             | Deuxième                                              | Troisième                                             |
| -------------------------------------------------- | ------------- | ----------------- | --------------- | ----------------------------------------------------- | ----------------------------------------------------- | ----------------------------------------------------- |
| —                                                  | Sölden        | 29 octobre 2017   | Géant           | Épreuve annulée pour cause de vent - non reprogrammée | Épreuve annulée pour cause de vent - non reprogrammée | Épreuve annulée pour cause de vent - non reprogrammée |
| 1                                                  | Levi          | 12 novembre 2017  | Slalom          | Felix Neureuther                                      | Henrik Kristoffersen                                  | Mattias Hargin                                        |
| 2                                                  | Lake Louise   | 25 novembre 2017  | Descente        | Beat Feuz                                             | Matthias Mayer                                        | Aksel Lund Svindal                                    |
| 3                                                  | Lake Louise   | 26 novembre 2017  | Super G         | Kjetil Jansrud                                        | Max Franz                                             | Hannes Reichelt                                       |
| 4                                                  | Beaver Creek  | 1er décembre 2017 | Super G         | Vincent Kriechmayr                                    | Kjetil Jansrud                                        | Hannes Reichelt                                       |
| 5                                                  | Beaver Creek  | 2 décembre 2017   | Descente        | Aksel Lund Svindal                                    | Beat Feuz                                             | Thomas Dreßen                                         |
| 6                                                  | Beaver Creek  | 3 décembre 2017   | Géant           | Marcel Hirscher                                       | Henrik Kristoffersen                                  | Stefan Luitz                                          |
| 7                                                  | Val d'Isère   | 9 décembre 2017   | Géant           | Alexis Pinturault                                     | Stefan Luitz                                          | Marcel Hirscher                                       |
| 8                                                  | Val d'Isère   | 10 décembre 2017  | Slalom          | Marcel Hirscher                                       | Henrik Kristoffersen                                  | André Myhrer                                          |
| 9                                                  | Val Gardena   | 15 décembre 2017  | Super G         | Josef Ferstl                                          | Max Franz                                             | Matthias Mayer                                        |
| 10                                                 | Val Gardena   | 16 décembre 2017  | Descente        | Aksel Lund Svindal                                    | Kjetil Jansrud                                        | Max Franz                                             |
| 11                                                 | Alta Badia    | 17 décembre 2017  | Géant           | Marcel Hirscher                                       | Henrik Kristoffersen                                  | Zan Kranjec                                           |
| 12                                                 | Alta Badia    | 18 décembre 2017  | Géant Parallèle | Matts Olsson                                          | Henrik Kristoffersen                                  | Marcel Hirscher                                       |
| 13                                                 | Madonna       | 22 décembre 2017  | Slalom          | Marcel Hirscher                                       | Luca Aerni                                            | Henrik Kristoffersen                                  |
| 14                                                 | Bormio        | 28 décembre 2017  | Descente        | Dominik Paris                                         | Aksel Lund Svindal                                    | Kjetil Jansrud                                        |
| 15                                                 | Bormio        | 29 décembre 2017  | Super combiné   | Alexis Pinturault                                     | Peter Fill                                            | Kjetil Jansrud                                        |
| 16                                                 | Oslo          | 1er janvier 2018  | City Event      | Andre Myhrer                                          | Michael Matt                                          | Linus Strasser                                        |
| 17                                                 | Zagreb        | 4 janvier 2018    | Slalom          | Marcel Hirscher                                       | Michael Matt                                          | Henrik Kristoffersen                                  |
| 18                                                 | Adelboden     | 6 janvier 2018    | Géant           | Marcel Hirscher                                       | Henrik Kristoffersen                                  | Alexis Pinturault                                     |
| 19                                                 | Adelboden     | 7 janvier 2018    | Slalom          | Marcel Hirscher                                       | Michael Matt                                          | Henrik Kristoffersen                                  |
| 20                                                 | Wengen        | 12 janvier 2018   | Super combiné   | Victor Muffat Jeandet                                 | Pavel Trikhichev                                      | Peter Fill                                            |
| 21                                                 | Wengen        | 13 janvier 2018   | Descente        | Beat Feuz                                             | Aksel Lund Svindal                                    | Matthias Mayer                                        |
| 22                                                 | Wengen        | 14 janvier 2018   | Slalom          | Marcel Hirscher                                       | Henrik Kristoffersen                                  | André Myhrer                                          |
| 23                                                 | Kitzbühel     | 19 janvier 2018   | Super G         | Aksel Lund Svindal                                    | Kjetil Jansrud                                        | Matthias Mayer                                        |
| 24                                                 | Kitzbühel     | 20 janvier 2018   | Descente        | Thomas Dreßen                                         | Beat Feuz                                             | Hannes Reichelt                                       |
| 25                                                 | Kitzbühel     | 21 janvier 2018   | Slalom          | Henrik Kristoffersen                                  | Marcel Hirscher                                       | Daniel Yule                                           |
| 26                                                 | Schladming    | 23 janvier 2018   | Slalom          | Marcel Hirscher                                       | Henrik Kristoffersen                                  | Daniel Yule                                           |
| 27                                                 | Garmisch      | 27 janvier 2018   | Descente        | Beat Feuz                                             | Dominik Paris                                         | Vincent Kriechmayr                                    |
| 28                                                 | Garmisch      | 28 janvier 2018   | Géant           | Marcel Hirscher                                       | Manuel Feller                                         | Ted Ligety                                            |
| 29                                                 | Stockholm     | 30 janvier 2018   | City Event      | Ramon Zenhäusern                                      | Andre Myhrer                                          | Linus Strasser                                        |
| Pyeongchang Jeux olympiques (8 au 24 février 2018) |               |                   |                 |                                                       |                                                       |                                                       |
| 30                                                 | Kranjska Gora | 3 mars 2018       | Géant           | Marcel Hirscher                                       | Henrik Kristoffersen                                  | Alexis Pinturault                                     |
| 31                                                 | Kranjska Gora | 4 mars 2018       | Slalom          | Marcel Hirscher                                       | Henrik Kristoffersen                                  | Ramon Zenhäusern                                      |
| 32                                                 | Kvitfjell     | 10 mars 2018      | Descente        | Thomas Dreßen                                         | Beat Feuz                                             | Aksel Lund Svindal                                    |
| 33                                                 | Kvitfjell     | 11 mars 2018      | Super G         | Kjetil Jansrud                                        | Beat Feuz                                             | Brice Roger                                           |
| Finales                                            |               |                   |                 |                                                       |                                                       |                                                       |
| 34                                                 | Åre           | 14 mars 2018      | Descente        | Matthias Mayer Vincent Kriechmayr                     | -                                                     | Beat Feuz                                             |
| 35                                                 | Åre           | 15 mars 2018      | Super G         | Vincent Kriechmayr                                    | Christof Innerhofer                                   | Aksel Lund Svindal                                    |
| 36                                                 | Åre           | 17 mars 2018      | Géant           | Marcel Hirscher                                       | Henrik Kristoffersen                                  | Victor Muffat Jeandet                                 |
| 37                                                 | Åre           | 18 mars 2018      | Slalom          | Épreuve annulée pour cause de vent                    | Épreuve annulée pour cause de vent                    | Épreuve annulée pour cause de vent                    |

### Dames
| N°                                                 | Lieu               | Date              | Épreuve          | Vainqueur                                                   | Deuxième                                                    | Troisième                                                   |
| -------------------------------------------------- | ------------------ | ----------------- | ---------------- | ----------------------------------------------------------- | ----------------------------------------------------------- | ----------------------------------------------------------- |
| 1                                                  | Sölden             | 28 octobre 2017   | Géant            | Viktoria Rebensburg                                         | Tessa Worley                                                | Manuela Mölgg                                               |
| 2                                                  | Levi               | 11 novembre 2017  | Slalom           | Petra Vlhová                                                | Mikaela Shiffrin                                            | Wendy Holdener                                              |
| 3                                                  | Killington         | 25 novembre 2017  | Géant            | Viktoria Rebensburg                                         | Mikaela Shiffrin                                            | Manuela Mölgg                                               |
| 4                                                  | Killington         | 26 novembre 2017  | Slalom           | Mikaela Shiffrin                                            | Petra Vlhová                                                | Bernadette Schild                                           |
| 5                                                  | Lake Louise        | 1er décembre 2017 | Descente         | Cornelia Hütter                                             | Tina Weirather                                              | Mikaela Shiffrin                                            |
| 6                                                  | Lake Louise        | 2 décembre 2017   | Descente         | Mikaela Shiffrin                                            | Viktoria Rebensburg                                         | Michelle Gisin                                              |
| 7                                                  | Lake Louise        | 3 décembre 2017   | Super G          | Tina Weirather                                              | Lara Gut                                                    | Nicole Schmidhofer                                          |
| 8                                                  | Saint-Moritz       | 9 décembre 2017   | Super G          | Jasmine Flury                                               | Michelle Gisin                                              | Tina Weirather                                              |
| —                                                  | Saint-Moritz       | 10 décembre 2017  | Super G          | Épreuve annulée pour cause de neige et brouillard           | Épreuve annulée pour cause de neige et brouillard           | Épreuve annulée pour cause de neige et brouillard           |
| —                                                  | Saint-Moritz       | 10 décembre 2017  | Super combiné    | Manche de Super G annulée pour cause de neige et brouillard | Manche de Super G annulée pour cause de neige et brouillard | Manche de Super G annulée pour cause de neige et brouillard |
| —                                                  | Val d'Isère        | 16 décembre 2017  | Descente         | Epreuve annulée pour cause de chutes de neige               | Epreuve annulée pour cause de chutes de neige               | Epreuve annulée pour cause de chutes de neige               |
| 9                                                  | Val d'Isère        | 16 décembre 2017  | Super G          | Lindsey Vonn                                                | Sofia Goggia                                                | Ragnhild Mowinckel                                          |
| 10                                                 | Val d'Isère        | 17 décembre 2017  | Super G          | Anna Veith                                                  | Tina Weirather                                              | Sofia Goggia                                                |
| 11                                                 | Courchevel         | 19 décembre 2017  | Géant            | Mikaela Shiffrin                                            | Tessa Worley                                                | Manuela Mölgg                                               |
| 12                                                 | Courchevel         | 20 décembre 2017  | Slalom Parallèle | Mikaela Shiffrin                                            | Petra Vlhová                                                | Irene Curtoni                                               |
| 13                                                 | Lienz              | 28 décembre 2017  | Slalom           | Mikaela Shiffrin                                            | Wendy Holdener                                              | Frida Hansdotter                                            |
| 14                                                 | Lienz              | 29 décembre 2017  | Géant            | Federica Brignone                                           | Viktoria Rebensburg                                         | Mikaela Shiffrin                                            |
| 15                                                 | Oslo               | 1er janvier 2018  | City Event       | Mikaela Shiffrin                                            | Wendy Holdener                                              | Mélanie Meillard                                            |
| 16                                                 | Zagreb             | 3 janvier 2018    | Slalom           | Mikaela Shiffrin                                            | Wendy Holdener                                              | Frida Hansdotter                                            |
| 17                                                 | Kranjska Gora      | 6 janvier 2018    | Géant            | Mikaela Shiffrin                                            | Tessa Worley                                                | Sofia Goggia                                                |
| 18                                                 | Kranjska Gora      | 7 janvier 2018    | Slalom           | Mikaela Shiffrin                                            | Frida Hansdotter                                            | Wendy Holdener                                              |
| 19                                                 | Flachau            | 9 janvier 2018    | Slalom           | Mikaela Shiffrin                                            | Bernadette Schild                                           | Frida Hansdotter                                            |
| 20                                                 | Bad Kleinkirchheim | 13 janvier 2018   | Super-G          | Federica Brignone                                           | Lara Gut                                                    | Cornelia Hütter                                             |
| 21                                                 | Bad Kleinkirchheim | 14 janvier 2018   | Descente         | Sofia Goggia                                                | Federica Brignone                                           | Nadia Fanchini                                              |
| 22                                                 | Cortina d'Ampezzo  | 19 janvier 2018   | Descente         | Sofia Goggia                                                | Lindsey Vonn                                                | Mikaela Shiffrin                                            |
| 23                                                 | Cortina d'Ampezzo  | 20 janvier 2018   | Descente         | Lindsey Vonn                                                | Tina Weirather                                              | Jacqueline Wiles                                            |
| 24                                                 | Cortina d'Ampezzo  | 21 janvier 2018   | Super G          | Lara Gut                                                    | Johanna Schnarf                                             | Nicole Schmidhofer                                          |
| 25                                                 | Kronplatz          | 23 janvier 2018   | Géant            | Viktoria Rebensburg                                         | Ragnhild Mowinckel                                          | Federica Brignone                                           |
| 26                                                 | Lenzerheide        | 26 janvier 2018   | Super combiné    | Wendy Holdener                                              | Marta Bassino                                               | Ana Bucik                                                   |
| 27                                                 | Lenzerheide        | 27 janvier 2018   | Géant            | Tessa Worley                                                | Viktoria Rebensburg                                         | Meta Hrovat                                                 |
| 28                                                 | Lenzerheide        | 28 janvier 2018   | Slalom           | Petra Vlhová                                                | Frida Hansdotter                                            | Wendy Holdener                                              |
| 29                                                 | Stockholm          | 30 janvier 2018   | City Event       | Nina Haver-Løseth                                           | Wendy Holdener                                              | Petra Vlhová                                                |
| 30                                                 | Garmisch           | 3 février 2018    | Descente         | Lindsey Vonn                                                | Sofia Goggia                                                | Cornelia Hütter                                             |
| 31                                                 | Garmisch           | 4 février 2018    | Descente         | Lindsey Vonn                                                | Sofia Goggia                                                | Tina Weirather                                              |
| Pyeongchang Jeux olympiques (8 au 24 février 2018) |                    |                   |                  |                                                             |                                                             |                                                             |
| 32                                                 | Crans-Montana      | 3 mars 2018       | Super G          | Tina Weirather                                              | Anna Veith                                                  | Wendy Holdener                                              |
| 33                                                 | Crans-Montana      | 4 mars 2018       | Super combiné    | Federica Brignone                                           | Michelle Gisin                                              | Petra Vlhová                                                |
| 34                                                 | Ofterschwang       | 9 mars 2018       | Géant            | Ragnhild Mowinckel                                          | Viktoria Rebensburg                                         | Mikaela Shiffrin                                            |
| 35                                                 | Ofterschwang       | 10 mars 2018      | Slalom           | Mikaela Shiffrin                                            | Wendy Holdener                                              | Frida Hansdotter                                            |
| Finales                                            |                    |                   |                  |                                                             |                                                             |                                                             |
| 36                                                 | Åre                | 14 mars 2018      | Descente         | Lindsey Vonn                                                | Sofia Goggia                                                | Alice McKennis                                              |
| 37                                                 | Åre                | 15 mars 2018      | Super G          | Sofia Goggia                                                | Viktoria Rebensburg                                         | Lindsey Vonn                                                |
| 38                                                 | Åre                | 17 mars 2018      | Slalom           | Mikaela Shiffrin                                            | Wendy Holdener                                              | Frida Hansdotter                                            |
| 39                                                 | Åre                | 18 mars 2018      | Géant            | Épreuve annulée pour cause de vent                          | Épreuve annulée pour cause de vent                          | Épreuve annulée pour cause de vent                          |

### Mixte
| Date         | Lieu | Épreuve     | Vainqueur                                                                    | Second                                                                  | Troisième                                                                 |
| ------------ | ---- | ----------- | ---------------------------------------------------------------------------- | ----------------------------------------------------------------------- | ------------------------------------------------------------------------- |
| 16 mars 2018 | Åre  | Par équipes | Suède- Frida Hansdotter - Anna Swenn-Larsson - Mattias Hargin - André Myhrer | France- Romane Miradoli - Tessa Worley - Julien Lizeroux - Clément Noël | Allemagne- Lena Dürr - Marina Wallner - Alexander Schmid - Linus Strasser |